# Oleg Kisseliov
Cet article concerne le metteur en scène russe. Pour le handballeur russe, voir Oleg Kisseliov (handball). Pour les autres significations, voir Kisseliov.
Oleg Kisseliov est un metteur en scène russe.

## Biographie
Oleg Kisseliov étudie le théâtre au conservatoire d'État de Novossibirsk puis travaille pendant dix ans avec le théâtre Taganka de Moscou. Il enseigne ensuite pendant quatre ans au département de théâtre de l'Académie des beaux-arts de Berlin et fonde, en 1982, son propre studio de théâtre.
De 1995 à 1997, il assure la directeur artistique de la compagnie montréalaise Koy-Koy, puis met en scène plusieurs pièces pour le Groupe de la Veillée.
Il travaille actuellement à des projets de films et à un livre sur l'entraînement des acteurs.

## Mises en scène
- 1998 : Le Songe d'une nuit d'été de William Shakespeare
- 2001 : Camera obscura de Vladimir Nabokov, à Montréal
- 2001 : La Leçon d'Eugène Ionesco, à Montréal
- 2002 : Elizavieta Bam de Daniil Harms, à Montréal
- 2007 : La Métamorphose de Franz Kafka, à Montréal